# Norman Rockwell
Norman Rockwell   (Nova York, 3 de febrer de 1894 - Stockbridge, 8 de novembre de 1978) va ser un il·lustrador estatunidenc, famós per haver il·lustrat les portades de la revista The Saturday Evening Post des de 1916 fins a 1963, on va representar amb un estil naturalista i realista la vida quotidiana als Estats Units d'entreguerres i postguerres. Durant la Segona Guerra Mundial va participar en l'esforç bèl·lic realitzant la sèrie de cartells Les quatre llibertats que il·lustra un discurs del president Franklin Delano Roosevelt. Marcat per la tradició de la il·lustració de llibres d'aventures del segle xix, representat per Howard Pyle i NC Wyeth, també va treballar per a editorials, sobretot il·lustrant Les aventures de Tom Sawyer, així com per al cinema i la publicitat. La seva col·laboració més llarga va ser amb l'organització Boy Scouts of America des de 1913 fins a 1976, de la qual il·lustrava el calendari cada any, i la revista Boy's Life. Cap a la darrera part de la seva carrera es va moure cap a temes polítics i socials, il·lustrant articles per a la revista Look a the Peace Corps o la segregació racial als Estats Units. La majoria de les seves obres es conserven al museu que porta el seu nom a Stockbridge.

## Biografia

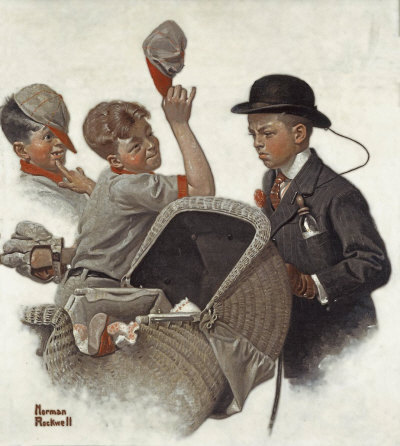
The Boy in a Pram, la primera portada de Norman Rockwell per al Saturday Evening Post, 20 de maig de 1916.

Des de petit, Norman Rockwell va mostrar una predisposició pel dibuix i el 1908 va ingressar a la Chase School of Fine and Applied Arts. El 1910, abandona els seus estudis i ingressa a la Art Students League de Nova York, on perfecciona la seva tècnica amb George Bridgeman i Thomas Fogarty. El mateix any il·lustra el seu primer llibre, Tell Me Why: Stories about Mother Nature de Carl H. Claudy, i inicia una llarga col·laboració amb el moviment boy scout dels Estats Units il·lustrant la revista Boys' life.
El 1916 va viatjar a Filadèlfia, a la seu de la revista The Saturday Evening Post i va oferir tres portades a l'editor de la revista George Horace Lorimer, que van ser acceptades. Es va convertir, doncs, en el pintor del mitjà americà i el seu nom es va identificar amb aquesta revista, de la qual va produir les il·lustracions i portades més famoses fins al 1963. El 1935, il·lustra novel·les de Mark Twain, Tom Sawyer i Huckleberry Finn. El 1942, va participar en l'esforç bèl·lic amb la publicació de Les quatre llibertats que va guanyar fama mundial. A la dècada de 1950 va ser considerat el més popular dels artistes nord-americans i va pintar retrats d'Eisenhower, Kennedy i Nasser.
El 1959, després que la seva dona Mary morís sobtadament d'un atac de cor, Rockwell es va prendre un temps lliure de la seva feina. Va ser durant aquest descans que ell i el seu fill Thomas van produir l'autobiografia de Rockwell, "My Adventures as an Illustrator", que es va publicar el 1960. El "Post" va publicar fragments d'aquest llibre en vuit números consecutius, el primer dels quals contenia el famós "Triple autoretrat" de Rockwell.
La Dècada del 1960 va veure el declivi de la il·lustració en favor de la fotografia i el canvi de director artístic va portar a Rockwell a deixar el Saturday Evening Post. A partir de 1964, treballa per a la revista Look i il·lustra temes més relacionats amb les convulsions polítiques de l'època. La seva il·lustració més famosa de Look, Our Common Problem (1964), representa una nena negra americana que va a l'escola, escortada per agents federals, enmig d'un període segregacionista. Cap al final de la seva vida, encara va fer cartells publicitaris i el calendari del Boy Scout fins al 1976.

## La seva pintura
L'art de Norman Rockwell se situa en un període cabdal de la història de la il·lustració. És hereu de la tradició americana del segle xix, i sobretot Howard Pyle, que va ser un dels seus representants més importants a través dels seus llibres d'aventures i que el va influir molt profundament. En la continuïtat de Joseph Christian Leyendecker, la seva pintura és representativa d'una nova manera que s'imposarà amb l'auge de les revistes il·lustrades entre els anys vint i cinquanta del segle passat. Sintetitza aquests dos corrents i, a través del seu estil precís i minuciós, anuncia l'hiperrealisme.

### influències
A més de Pyle i Leyendecker, Norman Rockwell va ser influenciat pels mestres de l'art occidental: Vermeer, Frans Hals, Chardin, per les seves escenes interiors, així com els pintors Meissonier i Gérôme pel treball sobre els detalls minuciosos, o el retratista John Singer Sargent. Les reminiscències de Winslow Homer també es troben a les seves il·lustracions de Tom Sawyer. Els il·lustradors anglesos de l'època victoriana també van tenir una gran influència, com els de les obres de Charles Dickens o Lewis Carroll, Hablot Knight Browne, Arthur Rackham i John Tenniel. Al seu torn, Norman Rockwell influirà en molts il·lustradors.

### Tècnica
Norman Rockwell va explicar el seu treball tècnic en dos llibres, My Adventures as an Illustrator i Rockwell on Rockwell; how I make a picture. Va començar escollint el seu tema, del qual va fer diversos esbossos i esbossos per elaborar la idea inicial, després va fer un dibuix al carbó molt precís en el mateix format que el de la tela final. Va traslladar aquest dibuix al llenç i va començar la pintura real. Va pintar amb pintura a l'oli molt diluïda amb gasolina, cada capa es va cobrir amb vernís per retocar, la qual cosa tindrà conseqüències perjudicials per a la conservació d'alguns dels seus quadres, el vernís groguenc de manera irreparable.
A partir de la dècada de 1930, Rockwell va afegir un nou auxiliar a la seva obra, la fotografia, que li va permetre treballar amb els seus models sense imposar-los temps d'exposició massa llargs. El procés influirà en la seva obra orientant la seva pintura cap al fotorrealisme.

### Estil
L'estil de Norman Rockwell s'ha anomenat narratiu. Com a il·lustrador, s'assegurava que les seves obres corresponguessin perfectament amb els textos que il·lustrava (és el cas de Tom Sawyer). Per a les portades de les seves revistes, cada detall tenia un paper en la narració de l'escena. La seva obra ha evolucionat a partir d'un naturalisme heretat del segle xix en una pintura més precisa en el seu període més prolífic. També fa servir la caricatura per accentuar el caràcter còmic de determinades situacions.

## La posteritat

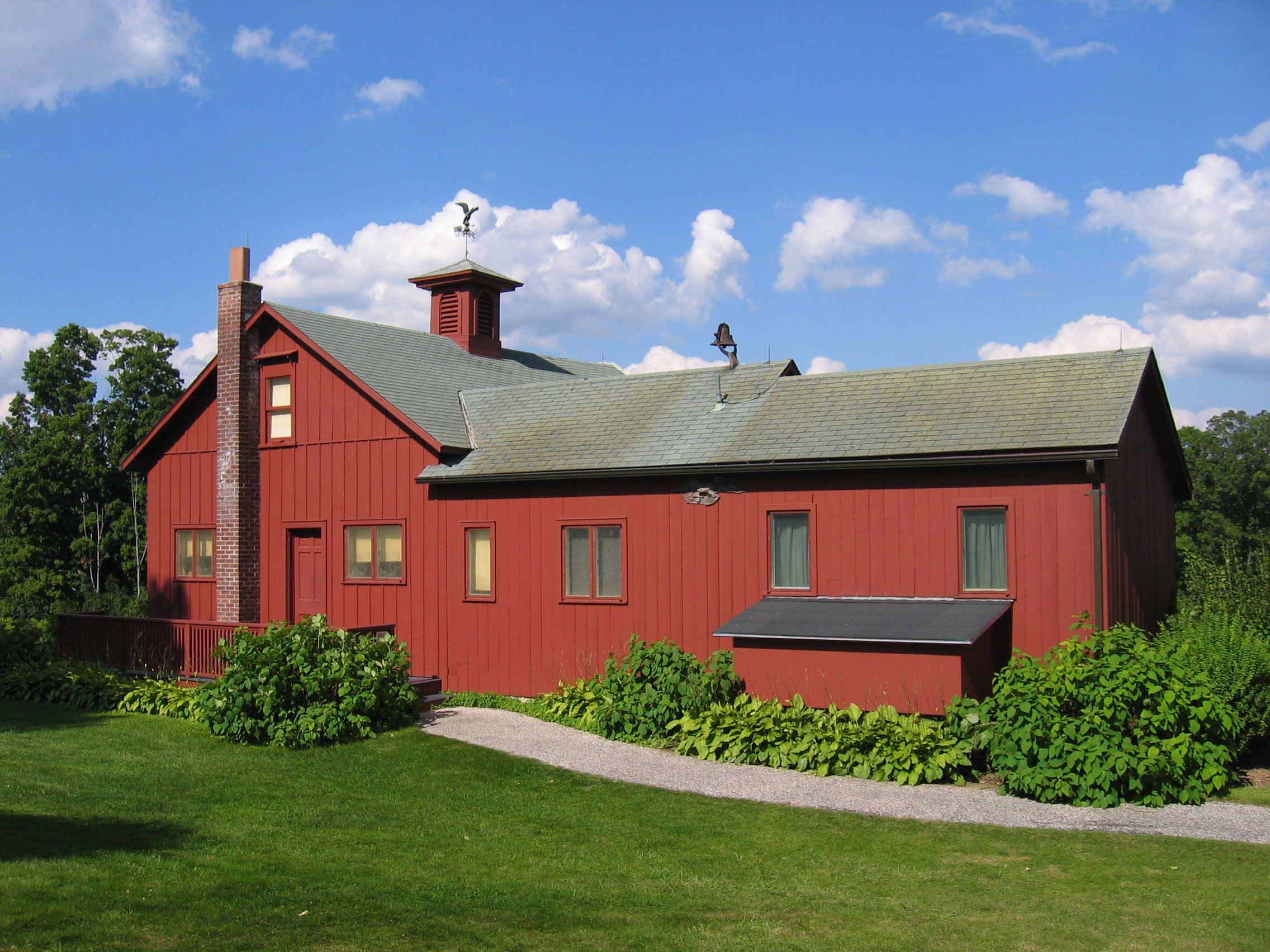
L'estudi convertit en museu de Norman Rockwell, situat a Stockbridge, Massachusetts.

### Homenatges
- El 1972 se li va dedicar un curtmetratge guanyador d'un Oscar: Norman Rockwell's World... An American Dream.[7]
- El cantant francès Eddy Mitchell es refereix a l'artista a la seva cançó de 1996, A Portrait of Norman Rockwell.[8]
- El cantant francès Johnny Hallyday també es refereix a l'artista a la seva cançó de 1993, Rouler vers l'ouest.
- El 3 de febrer de 2010, per l'aniversari de Norman Rockwell, Google canvia la seva pàgina d'inici.[9]
- El 17 desembre de 2017, la ciutat de Stockbridge celebra la memòria de Rockwell i en particular el seu quadre Stockbridge Main Street at Christmas (Home for Christmas), posant en escena el carrer principal de la ciutat amb la imatge del quadre creat 50 anys abans.[10]
- (10189) Normanrockwell, asteroide.
- El 30 d'agost de 2019, la cantant Lana Del Rey està llançant un àlbum titulat Norman Fucking Rockwell! que li ret homenatge, igual que la cançó homònima.

## Obres principals

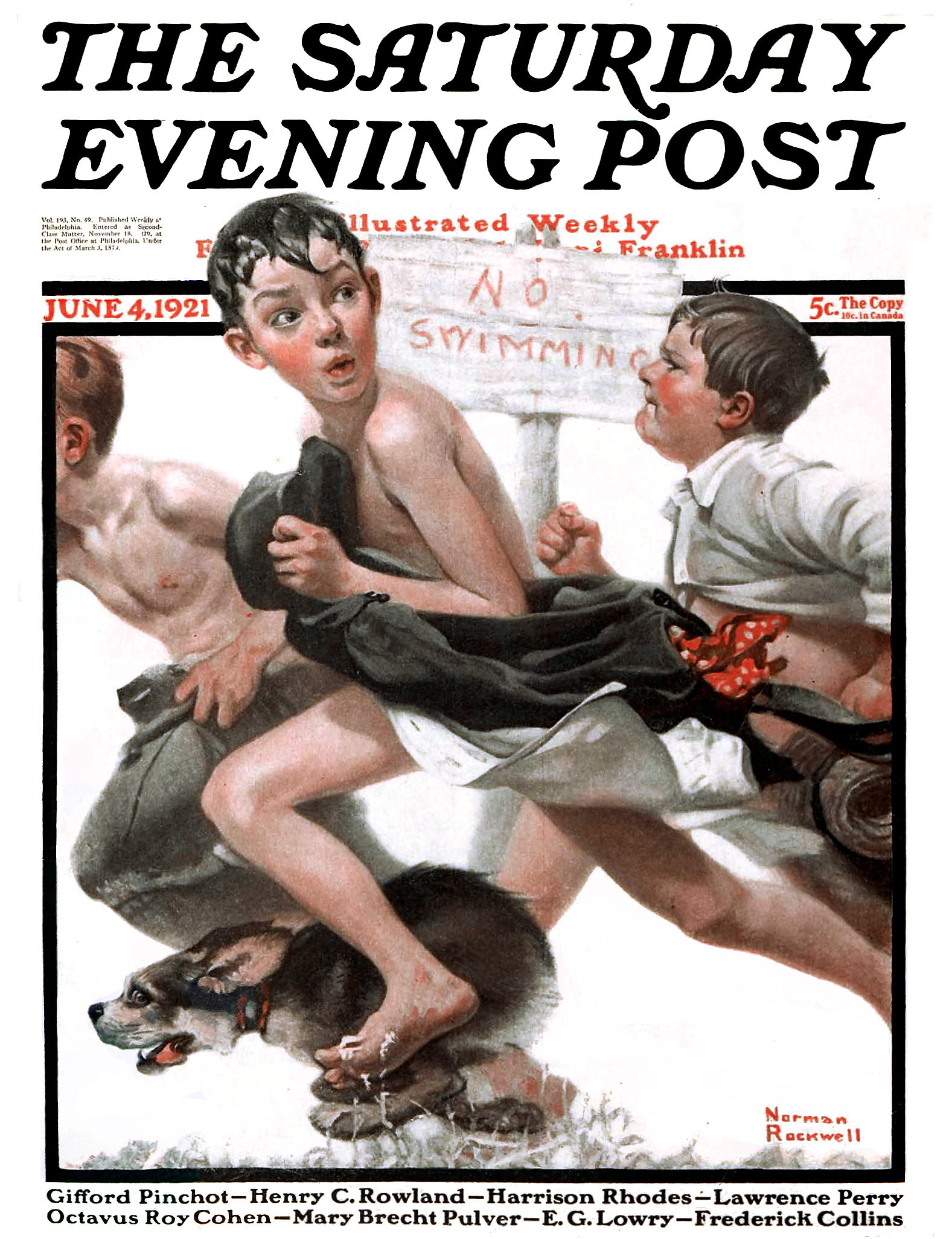
No Swimming, portada de Saturday Evening Post, 4 de juny de 1921.

- Boy with baby carriage o Salutation (1916) primera portada per al Saturday Evening Post
- The Circus Barker (1916)
- Santa and His Expense Book (1920)
- No Swimming (1921)
- Christmas Trio (1923)
- Thanksgiving (1923) coberta de Life
- Checkers (1928)
- Looking Out to Sea)(1927) il·lustració per Ladies Home Journal
- Land of Enchantment (1934) il·lustració per The Post
- Barber Shop Quartet (1936)
- The New Tavern Sign 1936 il·lustració per The Post
- Il·lustracions per Les Aventures de Tom Sawyer 1936
- Yankee Doodle (1937) pintura mural per l'alberg Nassau de Princeton
- Blanck Canva (1938)
- Blacksmith's boy - Heel and Toe (1940) il·lustració per The Post
- Série Willie Gillis (1941-1946) sèrie de cobertes per The Post al voltant del compromís amb la guerra dels Estats Units
- Les quatre llibertats (1943) sobre el tema de Roosevelt
- Rosie the Riveter (1943)
- The Tatooist (1944)
- Nena observant als amants en un tren (1944)
- Going and Coming (1947)
- Shuffleton's Barbershop (1950)
- A Day In The Life A Little Boy (1952)
- Girl at the Mirror (1954)
- Breaking Home Ties (1954)
- After the prom (1957)[11]
- Before the Shot (1958)
- The Problem We All Live With (1964)
- New kids in the neighborhood (1967)